# Pontiac Aztek
Pontiac Aztek ― середньорозмірний кросовер, що випускався компанією General Motors з 2001 по 2005 модельний рік.

## Опис

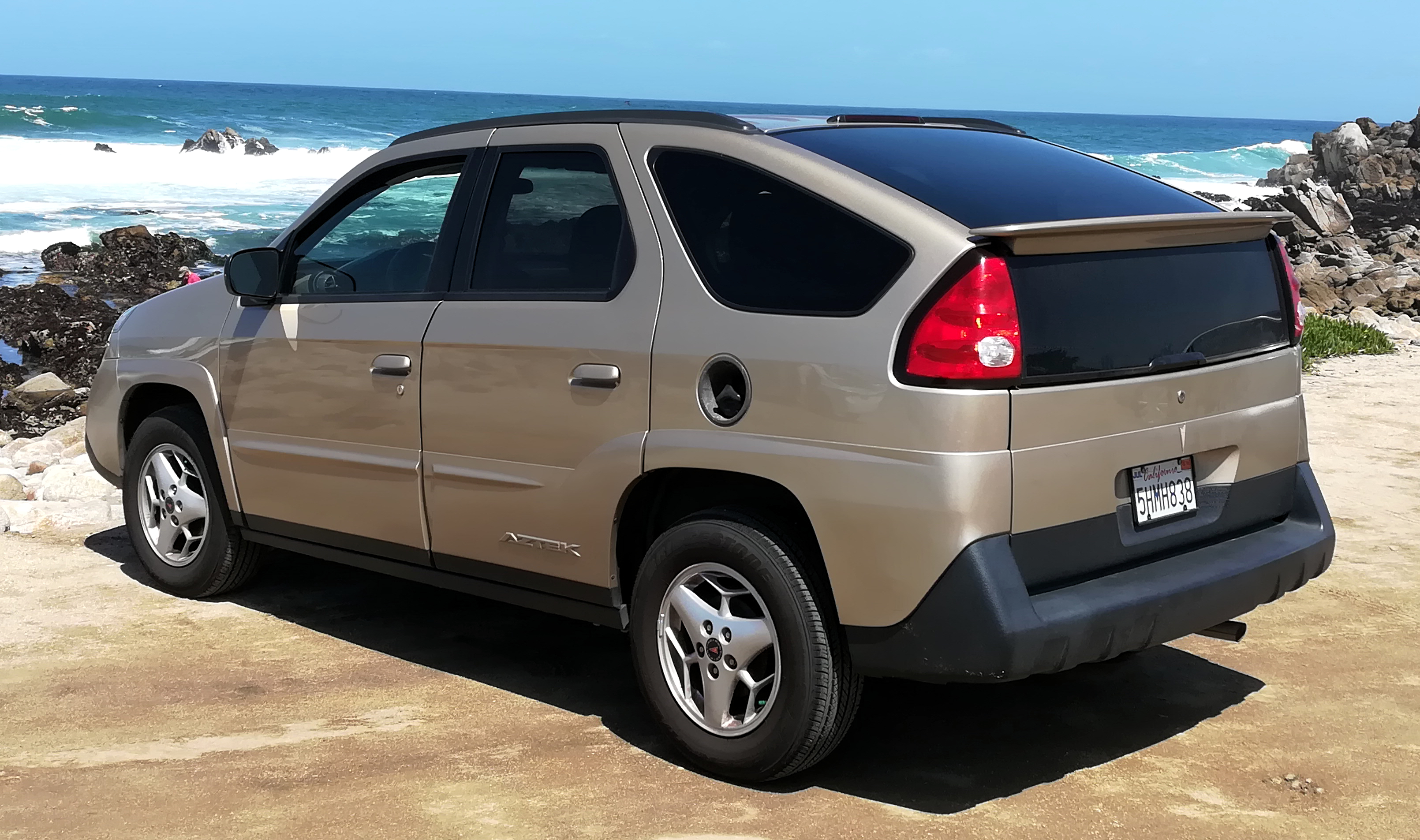

Як чотиридверний кросовер з переднім приводом та опціональним повним приводом, Aztek оснащувався чотириступінчастою автоматичною коробкою передач з двигуном V6. 
Pontiac позиціонував Aztek як «спортивний розважальний автомобіль», використовуючи укорочену платформу, спільну з мінівенами GM (наприклад, Pontiac Montana), з об'ємом багажного відділення 94 кубічних фути зі знятими задніми сидіннями. 
У конструкції були використані звичайні задні двері, а не розсувні, і розділені задні двері, нижня секція яких була утворена виїмками для сидінь і підстаканниками. Серед інших особливостей - передня центральна консоль, яка виконувала роль знімного холодильника, опціональний задній пульт управління стереосистемою у вантажному відсіку, опціональна розсувна підлога з відсіками для продуктів, а також опціональний кемпінговий пакет з наметом і надувним матрацом.

## Оригінальний концепт
Вперше показаний публіці в 1999 році, концепт-кар Pontiac Aztek був добре прийнятий. Він відрізнявся футуристичним стилем "Xtreme" і обіцяв максимальну універсальність на підтримку молодого та активного способу життя для своєї цільової аудиторії "Покоління X".
Aztek надійшов у продаж влітку 2000 року як модель 2001 року.
Серійний випуск Aztek був запущений під слоганом "Цілком можливо, найбільш універсальний автомобіль на планеті" разом з популярним реаліті-шоу CBS Survivor у 2000 році.

## Стилістика
Дизайн Aztek розроблявся під керівництвом Тома Пітерса, який пізніше створив Chevrolet Corvette (C7).
Згідно з аналізом 2000 року, проведеним журналом BusinessWeek, Aztek мав стати сигналом дизайнерського ренесансу для GM, і "зробити заяву про відхід від інстинкту обережності GM". Один з дизайнерів сказав, що під час проектування Aztek був зроблений "агресивним задля того, щоб бути агресивним. Головний дизайнер Пітерс сказав: "Ми хотіли зробити сміливий, прямолінійний автомобіль, який був би не для всіх". 
У дослідженні "Business Week" за 2000 рік сказано, що Aztek був "першим незграбним кроком до інновацій компанії, яка уникала цього шляху", порівнюючи "невдачу з переробкою Фордом свого седана Taurus 1996 року".
Aztek відзначився своїм суперечливим дизайном. Лауреат Пулітцерівської премії, автомобільний журналіст Ден Ніл, назвавши його одним з 50 найгірших автомобілів усіх часів, сказав, що Aztek "порушує одне з головних правил автомобільного дизайну: нам подобаються автомобілі, які виглядають як ми.  З його численними очима і додатковими ніздрями, Aztek виглядає деформованим і страшним, таким, на який гавкають собаки і дзвонять у дзвони в соборах. Прикро, що під усією цією потворністю ховався корисний, грамотний кросовер."
Міккі Каус описав Aztek як такий, що має "незручно порожні та квадратні передні колісні ніші" і "безпідставну, люту анімалістичну морду, яка, можливо, і спонукала нового керівника GM Боба Лутца сказати, що багато продуктів компанії виглядають як "розлючені кухонні прилади"."
Джеймс Холл, віце-президент AutoPacific Inc, назвав Aztek одним з десяти найпотворніших автомобілів усіх часів, а Карл Брауер, генеральний директор і головний редактор TotalCarScore. com, сказав, що Aztek мав "жахливі пропорції, загорнуті в пластикову обшивку кузова", і "виглядав як універсал, розтягнутий автомобільною бомбою". 
Опитування в The Daily Telegraph у серпні 2008 року поставило Aztek на перше місце серед "100 найпотворніших автомобілів" усіх часів. Стаття на Edmunds.com поставила автомобіль на перше місце серед "100 найгірших автомобілів усіх часів" не лише через його дизайн, але й через те, що він "зруйнував 84-річного автовиробника"

## Двигун

##### Бензин:
- 3,4 л LA1 V6

## Продажі
| Рік  | США    | Мексика |
| ---- | ------ | ------- |
| 2000 | 11,201 |         |
| 2001 | 27,322 |         |
| 2002 | 27,793 |         |
| 2003 | 27,354 |         |
| 2004 | 20,588 |         |
| 2005 | 5,020  | 90      |
| 2006 | 347    |         |
| 2007 | 69     |         |